# 威廉斯梨

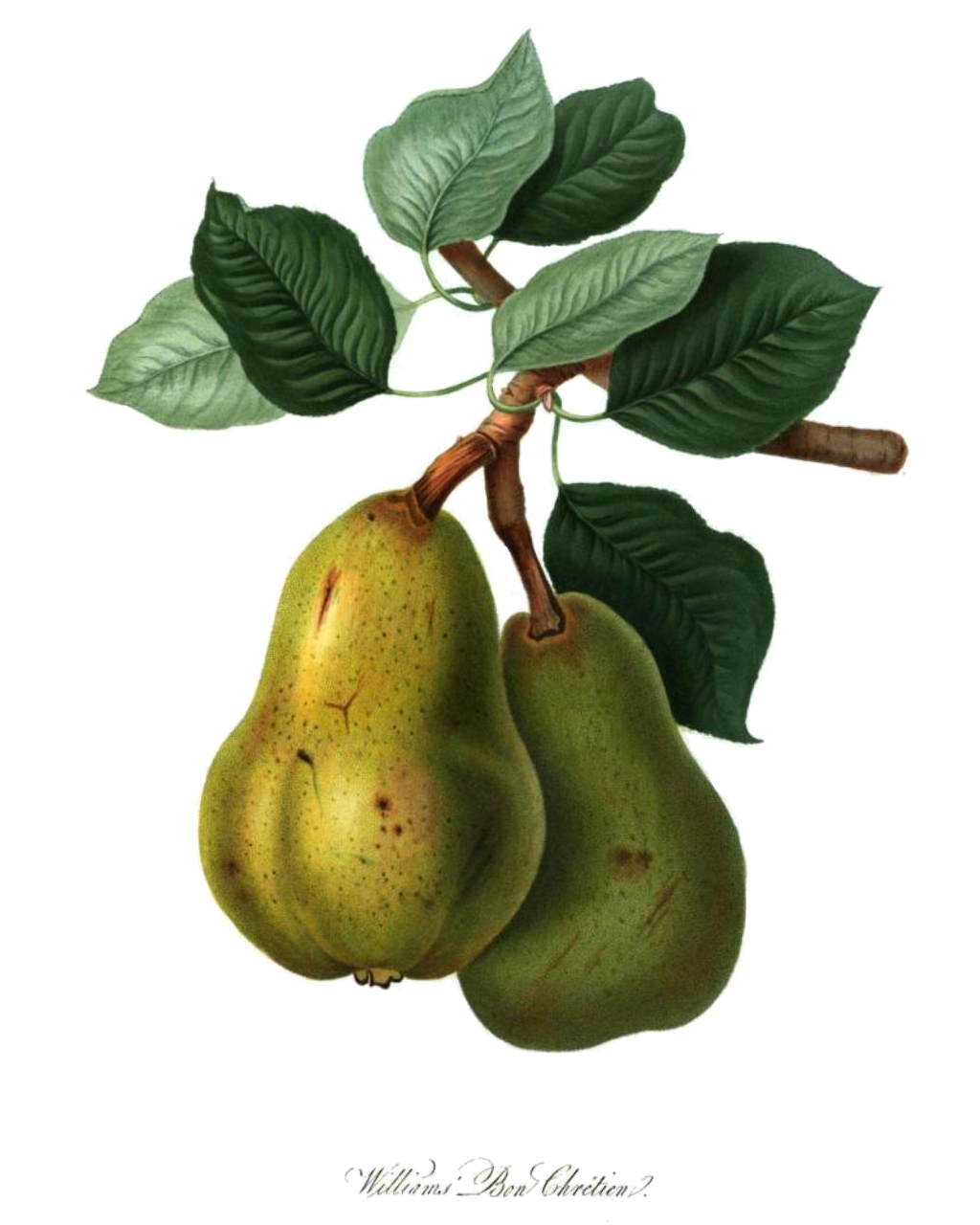
威廉斯梨

威廉斯梨（英語：Williams pear），在世界各地（除亞洲外）都有種植，是西洋梨的一種，其形狀是鈴型，在西方被廣泛認爲是傳統梨的形狀。